# GTH影业
GMM Tai Hub，简称GTH，是一位前电影制片厂泰国娱乐集团GMM Grammy。2003年，由GMM Pictures、Tai Entertainment和Hub Ho Hin Film在三个公司制作的童年浪漫喜剧《我记忆中的女孩》票房大获成功后合并而成。由于内部冲突（对公司未来的规划、目标和意见未达成一致），GMM Tai Hub在11月13日召开新闻发布会宣布公司在2015年12月31日正式解散。之后，被GDH 559取而代之。